# Distrikt Llama (Chota)
Der Distrikt Llama liegt in der Provinz Chota in der Region Cajamarca in Nordwest-Peru. Der Distrikt wurde am 18. April 1835 gegründet. Er hat eine Fläche von 491 km². Beim Zensus 2017 wurden 7481 Einwohner gezählt. Im Jahr 1993 lag die Einwohnerzahl bei 8739, im Jahr 2007 bei 8102. Sitz der Distriktverwaltung ist die 2096 m hoch gelegene Ortschaft Llama mit 1098 Einwohnern (Stand 2017). Llama liegt etwa 52 km westlich der Provinzhauptstadt Chota.

## Geographische Lage
Der Distrikt Llama liegt in der peruanischen Westkordillere im Südwesten der Provinz Chota. Der Río Chancay sowie dessen rechter Nebenfluss Río Maichil entwässern das Areal nach Südwesten.
Der Distrikt Llama grenzt im Südwesten an die Distrikte Oyotún und Chongoyape (beide in der Provinz Chiclayo), im Nordwesten an die Distrikte Miracosta und San Juan de Licupis, im Nordosten an die Distrikte Querocoto und Huambos, im Osten an den Distrikt Sexi (Provinz Santa Cruz) sowie im Süden an den Distrikt Catache (ebenfalls in der Provinz Santa Cruz).

## Ortschaften
Neben dem Hauptort gibt es folgende größere Ortschaften im Distrikt:
- La Ramada (714 Einwohner)